# کونیگده
کونیگده (به آلمانی: Könnigde) یک منطقهٔ مسکونی در آلمان است که در بیسمارک (آلتمارک) واقع شده‌است. کونیگده ۱۶۴ نفر جمعیت دارد.